# Zenaga jezik
Zenaga jezik (ISO 639-3: zen), jedini i istoimeni jezik podskupine zenaga, berberska skupina jezika. Danas ga govori oko 200 Zenaga Beduina (arabizirani oblik glasi Sanhaja, Sanhadja), prema kojima je Senegal dobio ime, i gdje ih je još nešto preostalo.
U upotrebi je i hassaniyya [mey]. Zbog arabizacije jezik je ugrožen.

## Vanjske poveznice
- Ethnologue (14th)
- Ethnologue (15th)